# Kinder Joy

Logo Kinder Joy

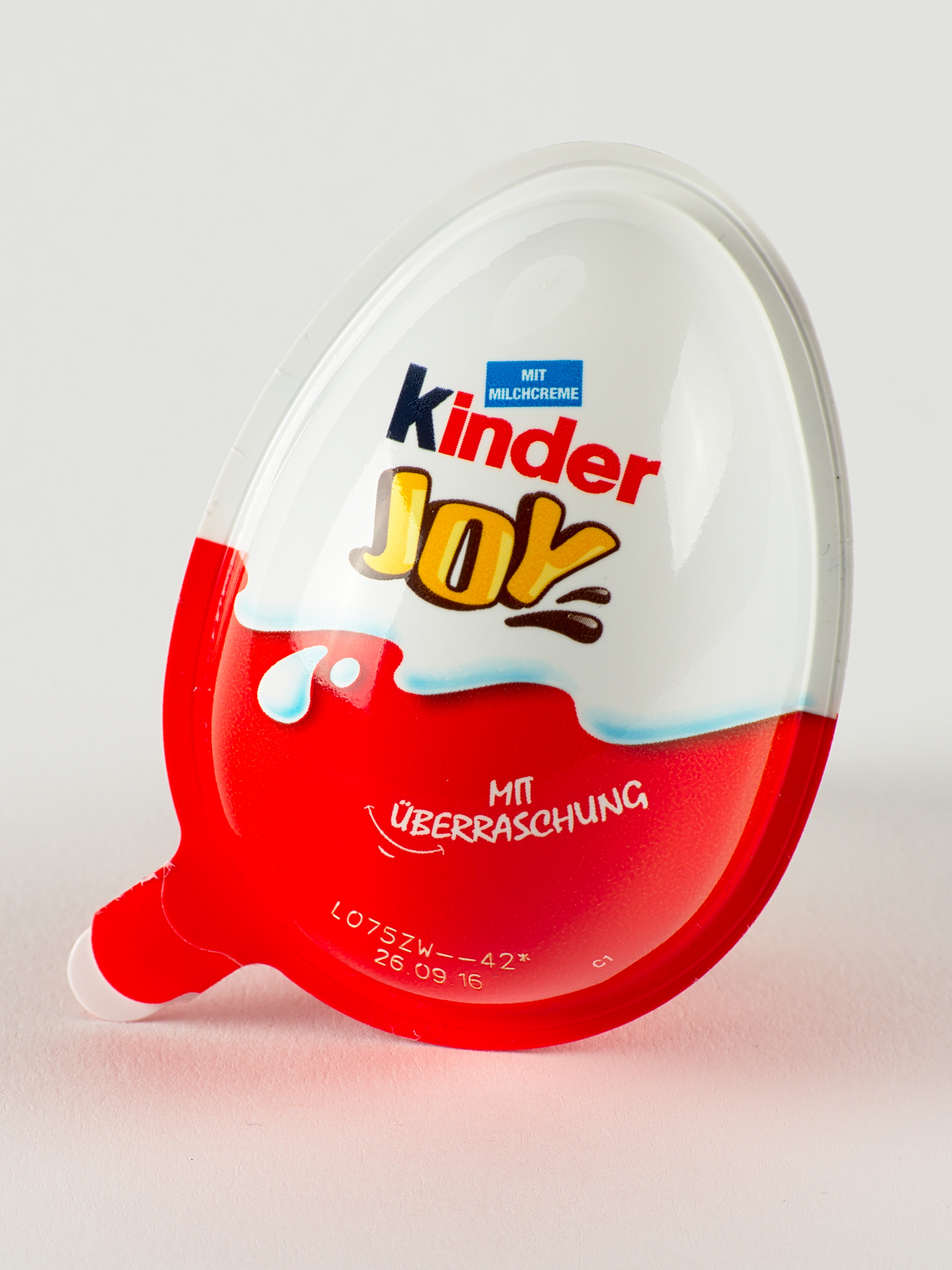

Kinder Joy – marka słodyczy produkowanych przez Ferrero, należących do serii Kinder, produkowanych od 2001 roku. Produkt ma kształt jaja i zawiera krem z wafelkami, a także zabawkę.

## Historia
Produkt został wprowadzony na włoski rynek w 2001 roku. W 2006 roku rozpoczęto sprzedaż Kinder Joy w Niemczech. Rok później marka została wprowadzona na rynek indyjski, gdzie – podobnie jak w Chinach – jest ona szczególnie popularna. W 2011 roku Ferrero otworzyło fabrykę w Baramati, gdzie produkuje się Kinder Joy i Tic Tac. W 2018 roku produkt został wprowadzony na rynek amerykański, na którym niezgodna z prawem była sprzedaż Kinder Niespodzianki.
W 2019 roku Kinder Joy wygrał ranking Nielsena w kategorii Breakthrough Innovation.